# Вебер, Георг Генрих
Георг Генрих Вебер (нем. Georg Heinrich Weber; 27 июля 1752, Гёттинген, Священная Римская империя, — 25 июля 1828, Киль, Дания) — немецкий ботаник и врач.

## Биография
Родился в семье профессора философии Андреаса Вебера (1718—1781). Учился медицине в своём родном городе, в 1774 году окончил Гёттингенский университет со степенью кандидата. С 1777 года Вебер был экстраординарным профессором Кильского университета, где он также работал прозектором. В 1780 году он был назначен профессором ботаники и медицины. В 1802 году он стал директором частной академической клиники в Киле. В 1810 году Вебер был назначен директором медицинской службы земли Шлезвиг-Гольштейн, Шлезвиг-Гольштейнского медицинского училища и Кильского ботанического сада. В 1813—1814 годах занимал пост ректора университета. В 1824 году он стал почётным доктором медицины Гёттингенского университета.
Местонахождение большей части типовых образцов, использованных Вебером для описания новых видов, не установлено. Множество образцов, собранных Вебером, находилось в Кильском университете (KIEL) и было уничтожено во время Второй мировой войны. Некоторые образцы имеются в Эдинбургском ботаническом саду (E) и Венском музее естествознания (W). Образцы, хранившиеся в Вюрцбургском университете (WB), были уничтожены во время войны.

## Некоторые научные работы
- Bitte an das Publicum um Unterstützung zu dem in Kiel zu errichtenden Krankenhause. 1788.
- Commentatio botanico-medica, sistens vires plantarum cryptogamicarum medicas. 1778. Untersucht den heilkundlichen Einsatz von Moosen und Farnen.
- Spicilegium florae Göttingensis plantas imprimis cryptogamicas Hercyniae illustrans. 1778.
- Flora von Göttingen. 304 p. 1778. Eine frühe Erfassung der Pflanzenbestände.
- Primitiae florae holsaticae. (в соавторстве с Wiggers, F.H.) 1780.
- Supplemento florae holsaticae. 22 p. 1787.
- Einige Erfahrungen über die Behandlung der jetzigen Ruhrepidemie. 1798.
- Ueber die Schleswig’schen Möwen und Holsteinschen Schwimmvögel. 1798.

## Роды, названные в честь Г. Г. Вебера
- ? Webera Schreb., 1791 [syn.  Tarenna Gaertn., 1788]
- ? Webera J.F.Gmel., 1791, nom. illeg. [syn.  Bellucia Neck. ex Raf., 1838]
- ? Webera Hedw., 1801, nom. illeg. [syn.  Pohlia Hedw., 1801]
- ? Webera Cramer, 1803, nom. illeg. [syn.  Azima Lam., 1783]